# Stenodactylus leptocosymbotus
Stenodactylus leptocosymbotus är en ödleart som beskrevs av  Alan E. Leviton och ANDERSON 1967. Stenodactylus leptocosymbotus ingår i släktet Stenodactylus och familjen geckoödlor. Inga underarter finns listade i Catalogue of Life.